# Cementerio de Malabo
El Cementerio de Malabo es un espacio para sepulturas localizado en la ciudad de Malabo, en la provincia de Bioko Norte (Isla de Bioko) al norte del país africano de Guinea Ecuatorial. 
En 1979 el cadáver del entonces presidente del país  Francisco Macías Nguema fue trasladado allí, luego de que fuese ejecutado en la Prisión Playa Negra después de un juicio en el que fue condenado a muerte.
El gobernante fue trasladado en camión por los mismos soldados que le dispararon y sepultado en una fosa común del cementerio con seis colaboradores.
En tiempos más recientes la alcaldesa de Malabo ordenó paralizar la construcción de algunas viviendas que estaban siendo levantadas de forma ilegal en los terrenos del cementerio.